# Kabinett Hoffmann (Baden)
Das Kabinett Hoffmann (auch Regierung bzw. Ministerium Bekk/Hoffmann) bildete vom 9. März 1848 bis 3. Juni 1849  die Landesregierung von Baden.
Die Regierung Bekk/Hoffmann wurde am 14. Mai 1849 von Amand Goegg im Zuge der Badischen Revolution zu Gunsten der Exekutivkommission des Landesausschusses für abgesetzt erklärt. Die Exekutivkommission übernahm nun anstelle der geflüchteten großherzoglichen Regierung die Landesgeschäfte. Am 3. Juni 1849 enthob der ebenfalls geflüchtete Großherzog Leopold in Frankfurt die Mitglieder der bisherigen badischen Regierung Bekk/Hoffmann des Amtes. Lediglich Kriegsminister Hoffmann blieb noch bis zum 8. Juni 1849 im Amt.
| Amt                               | Name                                                    |
| --------------------------------- | ------------------------------------------------------- |
| Finanzen                          | Karl Georg Hoffmann                                     |
| Äußeres und großherzogliches Haus | Alexander von Dusch                                     |
| Inneres                           | Johann Baptist Bekk                                     |
| Justiz                            | Franz Freiherr von Stengel seit 9. September 1848       |
| Krieg                             | Friedrich von Hoffmann noch bis zum 8. Juni 1849 im Amt |